# Eiji Kitamura

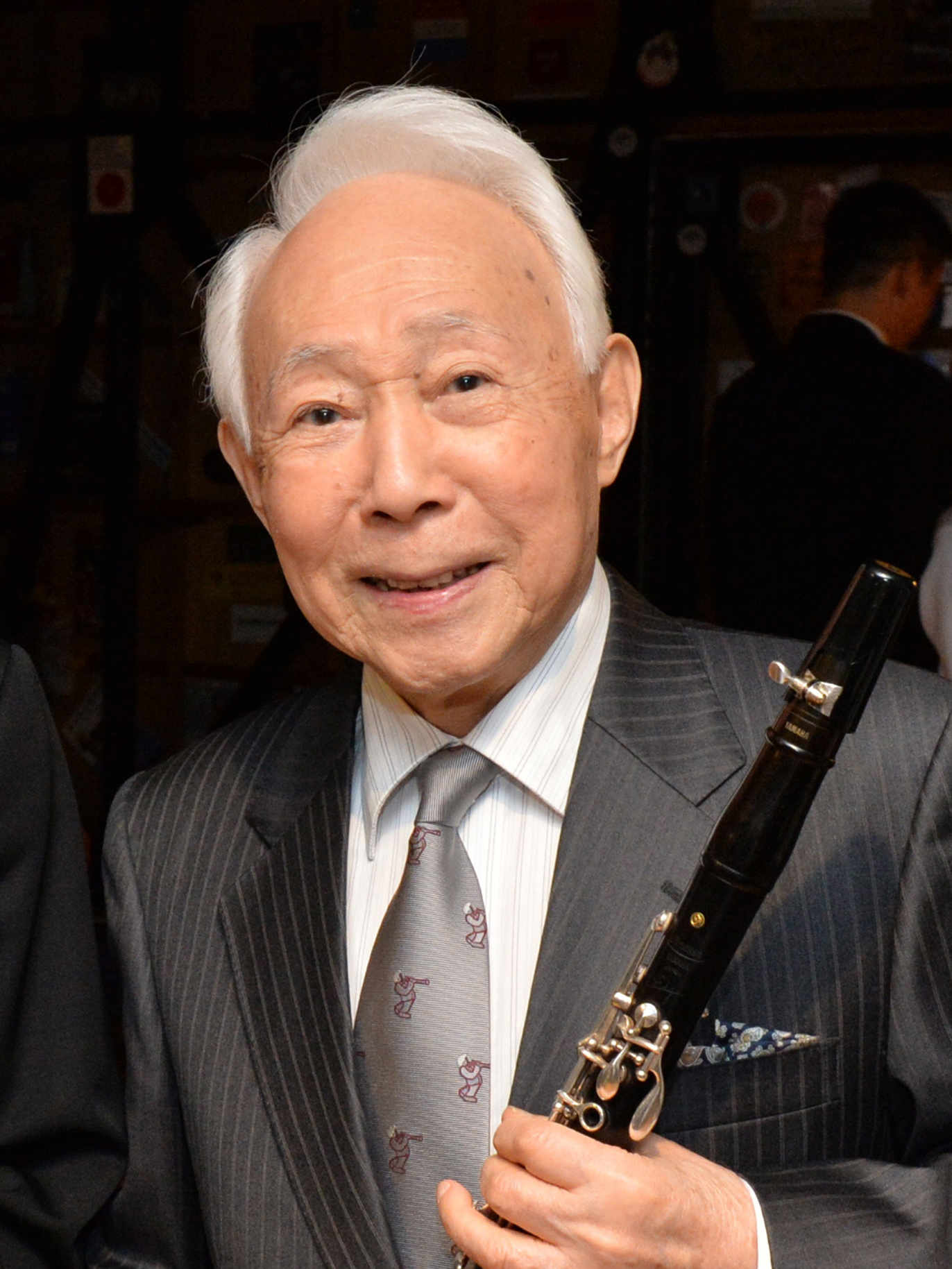
2018

Eiji Kitamura (jap. 北村 英治, Kitamura Eiji; * 8. April 1929 in der Präfektur Tokio) ist ein japanischer Jazzmusiker (Klarinette), der sich in seinem von Benny Goodman und Woody Herman beeinflussten Spiel vorrangig in den Musikrichtungen des Swing und Mainstream Jazz betätigte.

## Leben und Wirken
Eiji Kitamura studierte an der Keiō-Universität; ab dieser Zeit betätigte er sich als Jazzmusiker, erste Aufnahmen entstanden 1957 (Jazz Message from Tokyo). In den folgenden Jahren arbeitete er in der Tokioter Jazzszene u. a. mit Martha Miyake und Nobuo Hara. 1958 war er Mitglied der vom Kritiker-Poll des Swing Journal zusammengestellten All-Stars-Band. Ab den 1950er-Jahren arbeitete er mit eigenen Swing-Ensembles; 1970 nahm er erstmals mit Teddy Wilson auf (Teddy Wilson Meets Eiji Kitamura, mit Ichiro Masuda, Masanaga Harada, Bill Robinson); 1972//73 und in den frühen 80er-Jahren folgten weitere Auftritte mit Wilson in Japan.
Ab den 1970er-Jahren legte Kitamura eine Reihe von Alben vor wie Happy Cooking (Trio, 1973), E. Kitamura Vs S. Suzuki (1976, u. a. mit Shoji Suzuki), Swing Sessions (RCA, 1978), Swing Eiji (Concord Jazz, 1981, u. a. mit Fraser MacPherson, Nat Pierce, Cal Collins, Herb Ellis, Brian Torff, Jake Hanna) und Seven Stars (Concord Jazz, 1983). In Japan trat er auch in zahlreichen Fernsehshows auf; in den USA gastierte er 1977 auf dem Monterey Jazz Festival. 1979 kam es zu einer Studiobegegnung mit John Lewis, George Duvivier und Shelly Manne (April Date, CBS/SONY), ferner spielte er im selben Jahr mit den in Japan gastierenden Concord Jazz All Stars, zu denen Warren Vaché, Scott Hamilton, Dave McKenna, Cal Collins, Phil Flanigan und Jake Hanna gehörten (Dear Friends). Er spielte 1980 bei einer Jamsession in den USA mit Woody Herman, Dick Johnson, Bob Maize, Cal Tjader und Warren Vaché. In Tokio trat er 1980 mit Harold Land auf (Live at Junk, mit Toshihiko Ogawa, Mitsuaki Furuno, Donald Bailey), 1981 mit Bob Greene.
In den frühen 1980er-Jahren gastierte Kitamura weiterhin in den Vereinigten Staaten, wobei erneut Aufnahmen für Concord Jazz entstanden. Außerdem war er ab den 1970er- bis in die 2000er-Jahre an Aufnahmen von Kunihiko Sugano, Kazuo Yashiro, Yuzuo Sera, Martha Miyake und 2002 mit Lars Erstrand und den Kobe International All Stars beteiligt. Im Bereich des Jazz war er zwischen 1957 und 2008 an 64 Aufnahmesessions beteiligt, zuletzt mit den Kobe Jazz Street All Stars.

## Diskographische Hinweise
- Seven Stars (Concord, 1981), mit Teddy Wilson, Cal Tjader, Eddie Duran, Bob Maize, Jake Hanna, Ernestine Anderson
- No Count (Concord, 1983), mit Jack Sheldon, George Masso, Marshal Royal, Nat Pierce, Cal Collins, Monty Budwig, Jake Hanna
- Woody Herman/Eiji Kitamura Sextet: We (Eastworld, 1983), mit Nat Pierce, Cal Collins, Monty Budwig, Jake Hanna
- Cross & Counter! (GML, 1987), mit Yuji Murai, Etsuko Okazaki, Ushio Itoh, Taketoshi Igarashi
- Our Delight (GML, 1989), mit Ichiro Masuda, Keiko Nemoto, Yoshitaka Akimitsu, Kotaro Tsukahara, Yoshinori Asami, Shinji Mori, Yoshio Nakamura
- Vintage (Jazz Cook, 2003), mit Scott Hamilton, Eddie Higgins, Kouji Tohyama